# Annette Bartholdy
Annette Bartholdy (* in Bern, Schweiz) ist eine Schweizer Bratschistin.

## Leben und Werk
Annette Bartholdy hat mit Vladimir Ashkenazy und András Schiff zusammengearbeitet und ist solistisch mit Ensembles wie der European Camerata aufgetreten. Sie wurde zu Festivals nach Bath und Prussia Cove (England), Davos und Luzern (Schweiz), Versailles und La Prée (Frankreich), Warschau (Polen), Elverum (Norwegen) und Perth (Australien) eingeladen und ist in der Wigmore Hall London, im Concertgebow Amsterdam, in der Alten Oper Frankfurt und der Kölner Philharmonie aufgetreten. Tourneen führten sie nach Japan, in die USA, nach Südamerika und Südafrika. Seit 2005 ist sie künstlerische Leiterin der von ihr gegründeten Konzertreihe «Vier Jahreszeiten» in Meilen am Zürichsee (Schweiz), wo sie mit ihrer Familie lebt.

## Auszeichnungen
- Pro Musicis International Award, Paris 1999
- Orpheus Musikpreis, Zürich 1998
- Studienpreise des Schweizer Tonkünstlervereins 1997, 1998, 1999
- Schweizer Jugendmusikwettbewerb 1988

## Diskografie
- Dmitri Schostakowitsch: Sonate für Cello und Klavier, arr. für Viola. Annette Bartholdy, Viola, und Julius Drake, Klavier. Naxos.

## Werkbearbeitungen
- Dmitri Schostakowitsch: Sonata for Cello and Piano, arr. für Viola. Boosey & Hawkes.
- Johann Sebastian Bach: Goldberg-Variationen, arr. für Streichtrio. Breitkopf & Härtel, ISMN 979-0-004-50343-0 (Suche im DNB-Portal).

## Film
- The unknown Shostakovich, Regie: Peter Robertson (u. a. Interview mit Vladimir Ashkenazy und Interpretation der Viola-Sonate von Dmitri Schostakowitsch mit Annette Bartholdy, Viola, und Vladimir Ashkenazy, Klavier; aufgenommen im Privathaus von Vladimir Ashkenazy in Meggen, Luzern, im August 2005)